# Eunice (Luisiana)
Eunice é uma cidade localizada no estado americano de Luisiana, na Paróquia de Acádia e Paróquia de St. Landry.

## Demografia
Segundo o censo americano de 2000, a sua população era de 11.499 habitantes.
Em 2006, foi estimada uma população de 11.622, um aumento de 123 (1.1%).

## Geografia
De acordo com o United States Census Bureau tem uma área de
12,1 km², dos quais 12,1 km² cobertos por terra e 0,0 km² cobertos por água.

## Localidades na vizinhança
O diagrama seguinte representa as localidades num raio de 24 km ao redor de Eunice.